# Styloniscus sylvestris
Styloniscus sylvestris är en kräftdjursart som beskrevs av Green 1971. Styloniscus sylvestris ingår i släktet Styloniscus och familjen Styloniscidae. Inga underarter finns listade i Catalogue of Life.